# Canchy, Somme
Canchy är en kommun i departementet Somme i regionen Hauts-de-France i norra Frankrike. Kommunen ligger i kantonen Nouvion som tillhör arrondissementet Abbeville. År 2022 hade Canchy 346 invånare.

## Befolkningsutveckling
Antalet invånare i kommunen Canchy
| Referens: INSEE |